# Kukurydza Bt

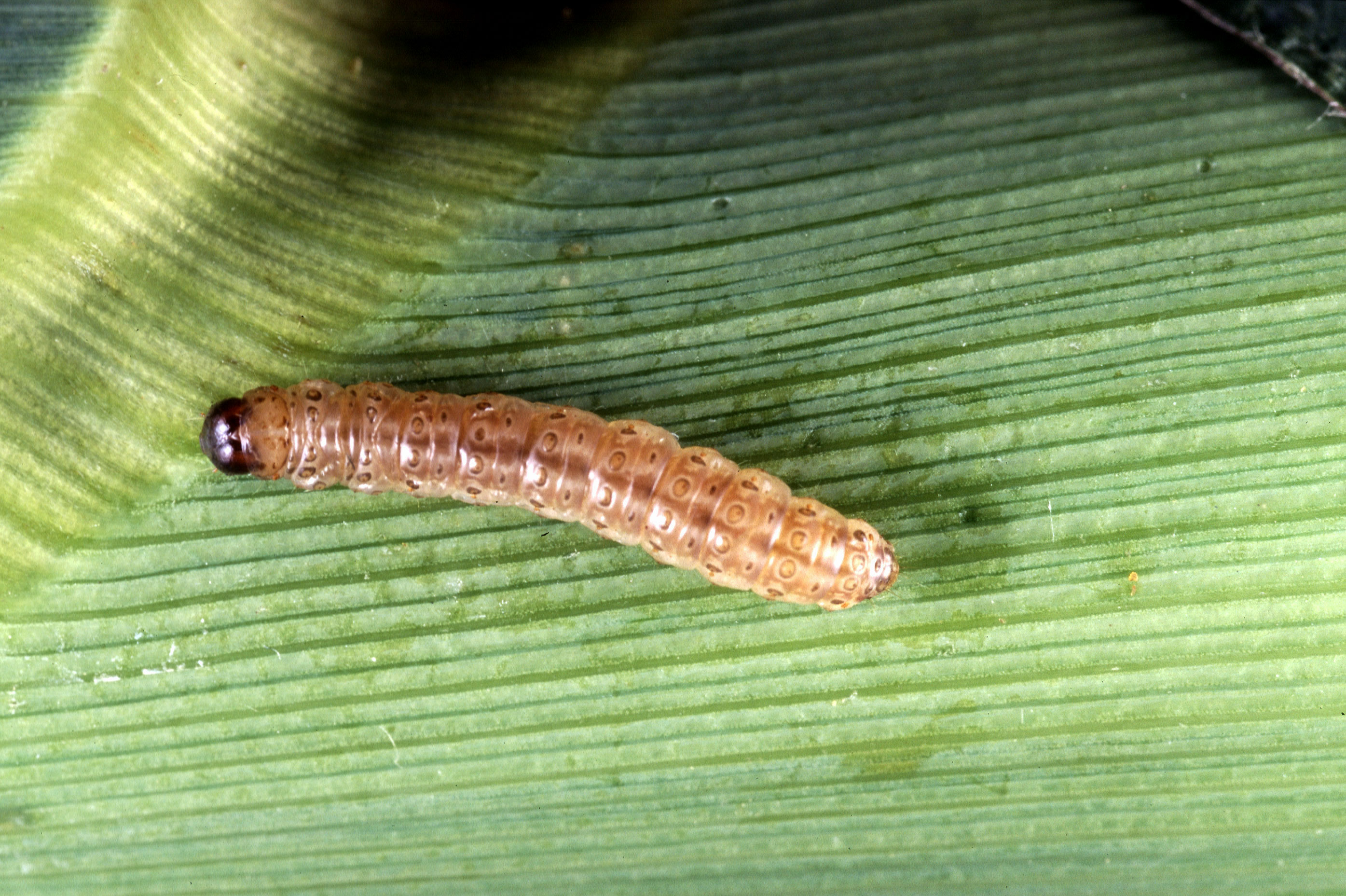
Larwa omacnicy prosowianki

Kukurydza Bt – kukurydza zwyczajna modyfikowana genetycznie, zawierająca gen pochodzący z bakterii Bacillus thuringiensis odpowiedzialny za produkcję białka, które jest toksyczne dla szkodników. Rolnicy uprawiający kukurydzę Bt nie muszą w związku z tym stosować w uprawie insektycydów, ponadto jest ona wyjątkowo skuteczna  w walce z omacnicą prosowianką oraz stonką kukurydzianą, owadami powodującymi znaczne straty w plonach.

## Mechanizm obrony przed owadami
Wytworzone odmiany kukurydzy Bt zawierają dodatkowy gen lub kilka genów pochodzący od bakterii Bacillus thuringiensis. Białko Cry kodowane przez ten gen jest toksyną działającą na niektóre zwierzęta. Szczególnie toksyczne działanie występuje u owadów z rzędu Lepidoptera, Diptera i Coleoptera. Bakterie wytwarzają białko w postaci krystalicznej. Zasadowy odczyn w jelicie środkowym owadów prowadzi do przekształcenia toksyny w formę rozpuszczalną. Rozpuszczalne białka są następnie aktywowane przez proteazy i wiążą się z receptorami na powierzchni nabłonka jelit. Wbudowane w błony komórkowe toksyny stają się kanałem błonowym doprowadzając do lizy komórek nabłonka. Śmierć owada tłumaczona jest jako efekt braku przyswajania pokarmu albo jako efekt infekcji następującej po uszkodzeniu jelita.

## Ryzyko związane z uprawą

### Wpływ na organizmy niedocelowe
Na podstawie badań laboratoryjnych stwierdzono, że pyłek kukurydzy Bt może negatywnie wpływać na larwy motyla Danaus plexippus w sytuacji gdy są one karmione liśćmi posypanymi pyłkiem roślin transgenicznych. Dalsze badania przeprowadzone zarówno w warunkach laboratoryjnych, jak i polowych wykazały jedynie znikomy wpływ pyłku transgenicznej kukurydzy na larwy. W większości komercyjnych odmian zawartość białka Cry była niska, a okres rozwoju larw i wytwarzania pyłku nakładały się tylko częściowo. Dalsze badania laboratoryjne wykazały, że toksyczność białek Cry jest zróżnicowana. Wyższą toksyczność dla larw motyla wykazują białka cry1Ab i Cry1Ac. Białka o niskiej toksyczności to Cry9c i cry1F. Wrażliwość larw była różna w zależności od ich wieku. Starsze larwy były 12 do 23 razy mniej wrażliwe na białko cry1Ab. W Kolejnych badaniach polowych potwierdzono szkodliwy wpływ kukurydzy wytwarzającej białko cry1Ab. Jednocześnie stwierdzono, że dwie z uprawianych w USA odmian transgenicznych MON810 i Bt11 nie wpływają negatywnie na rozwój larw motyla. Przegląd literatury dokonany w roku 2002 wykazał brak dowodów ma fakt, że komercyjna uprawa kukurydzy Bt na duża skalę może mieć negatywny wpływ na populację monarchy. Chociaż insektycydy stosowane w uprawie kukurydzy maja prawdopodobnie bardziej negatywny wpływ na larwy motyla niż odmiana Bt to ryzyko negatywnego wpływu modyfikowanych nie zostało dokładnie ocenione.

### Powstanie odporności u szkodliwych owadów
Korzyści z uprawy kukurydzy Bt mogą zostać utracone jeżeli zwalczane szkodniki w wyniku ewolucji uodpornią się na białko Cry. W celu wyeliminowania tej możliwości stosowana jest strategia wysokich dawek i ostoi (ang. high-dose/refuge strategy), polegającą na zapewnianiu odpowiednio wysokiego stężenia toksyny w modyfikowanych odmianach oraz zapewnieniu przestrzeni bez modyfikowanych upraw, które zapewnią przetrwanie populacjom owadów wrażliwych na toksynę. Strategia może zawieść, gdyż w wyniku krzyżowania odmian Bt z odmianami klasycznymi powstają rośliny o niższej zawartości białka Cry, w których prawdopodobieństwo selekcji owadów o pewnym stopniu odporności na toksynę jest wyższe.

### Alergie u ludzi
Jedna z dopuszczonych do uprawy odmian kukurydzy Bt, odmiana StarLink, została uznana za mogącą potencjalnie wywoływać alergię u ludzi. Chociaż właściwość ta nie została stwierdzona to ze względu na obecność białka w niestosowanej wcześnie wersji Cry9C, odmiana została dopuszczona w Stanach Zjednoczonych jedynie do zastosowania w paszach dla zwierząt lub do wykorzystania w przemyśle w roku 1998. Pomimo tego ograniczenia stwierdzono występowanie ziarna tej odmiany w zbożu przeznaczonym na spożycie przez ludzi. Firma Taco Bell, w produktach której stwierdzono obecność odmiany StarLink wycofała swoje produkty ze sklepów. Firma Aventis produkująca nasiona nowej odmiany złożyła wniosek o anulowanie rejestracji odmiany. Zapasy ziarna oraz podejrzane produkty zawierające kukurydzę zostały były badane pod względem obecności białka Cry9C przez kilka kolejnych lat. Wykonano 4 mln badań. Od roku 2003 nie stwierdzono przypadków zanieczyszczenia zboża przeznaczonego na pokarm odmianą StarLink. Działania mające na celu wyeliminowanie modyfikowanej genetycznie odmiany z rynku zostały przeprowadzone przez Amerykańska Agencję Ochrony Środowiska pomimo braku dowodów na działanie alergenne.